# 장성로 (포항시)
장성로(Jangseong-ro)는 대한민국 경상북도 포항시 북구 장성동 일부, 연결하는 도로이다.

## 노선 경로
- 삼거리 명칭 미상
  - 새천년대로
- 사거리 명칭 미상
  - 양덕남로
    - 장흥초등학교
- 사거리 명칭 미상
  - 장량로
    - 화이트샘물 포항센터
    - 장성현대아파트
- 오거리 명칭 미상
  - 신덕로, 장량중앙로100번길, 장량로139번길